# Nueva Imperial
Nueva Imperial es una ciudad y comuna de Chile de la provincia de Cautín en la región de la Araucanía, en la zona sur de Chile.
Se localiza en territorios occidentales de la Depresión Intermedia y las últimas estribaciones montañosas del sur de la cordillera de Nahuelbuta; a unos 35 kilómetros al oeste de la ciudad de Temuco.
La comuna de Cholchol se disgregó de Nueva Imperial después del censo de 2002.

## Historia

### Antigua Imperial (1551-1600)
La ciudad de La Imperial (actual Carahue) fue fundada por Pedro de Valdivia en el año 1551 sobre una colina frente el río Imperial, «en la unión de los rios Cautín y de las Damas, dejando de jefe del fuerte a su maestre de campo don Pedro de Villagran».
estableciendo un fuerte para avanzar la conquista del sur de Chile. Su nombre se debe a que en las entradas de las casas o rucas de los mapuches se encontraban figuras similares al águila bicéfala, símbolo que recordó a los conquistadores españoles el escudo de armas del emperador Carlos V, este fue el motivo para elegir el nombre de La Imperial. Esta ciudad estaba ubicada en medio de los asentamientos mapuches producto de lo cual se produjeron grandes batallas, entre las que participó Alonso de Ercilla escritor de "La Araucana". La Imperial fue evacuada y abandonada en el año 1600 debido a la destrucción por las luchas provocadas por la Guerra de Arauco entre las fuerzas españolas y mapuche.

### Nueva Imperial (1882-)
Durante el proceso de Ocupación de la Araucanía, el Ministro de Guerra Carlos Castellón Larenas decidió dirigir personalmente las últimas fundaciones de fuertes militares. En febrero de 1882 llegó a Angol, y el 18 de ese mes se puso en marcha en dirección a Lumaco, junto al coronel en jefe de las fuerzas de la Frontera Gregorio Urrutia y 250 hombres, algunos funcionarios y personas que se habían agregado a la comitiva. Después de visitar este fuerte y pasar por el de Cholchol, Castellón se dirigió al sitio en que estuvo asentada la célebre ciudad de los conquistadores, La Imperial, a cuyas ruinas arribó el 21 de febrero. Los mapuches dueños de esta comarca la denominaban Carahue, que significa «donde hubo fuerte». El ministro dejó un destacamento de 25 hombres en La Imperial y viajó al día siguiente a 20 kilómetros al oriente, a la confluencia del río Cholchol con el Cautín. El destacamento de Carahue comenzó el 22 los trabajos preliminares de un fuerte, base también del pueblo que del mismo nombre que se formó al poco tiempo.
El 23 de febrero de 1882, la comitiva acampaba en la margen izquierda del río Cholchol, cerca de su confluencia con el Imperial. El terreno pertenecía al longko Huenul, quien conversó con el ministro, para establecer la venta de parte de su terreno para fundar un pueblo. Un informe de la época señala:

«Se entabló conversación con el indio Huenul, quien espuso que poco les agradaba el pueblo. 

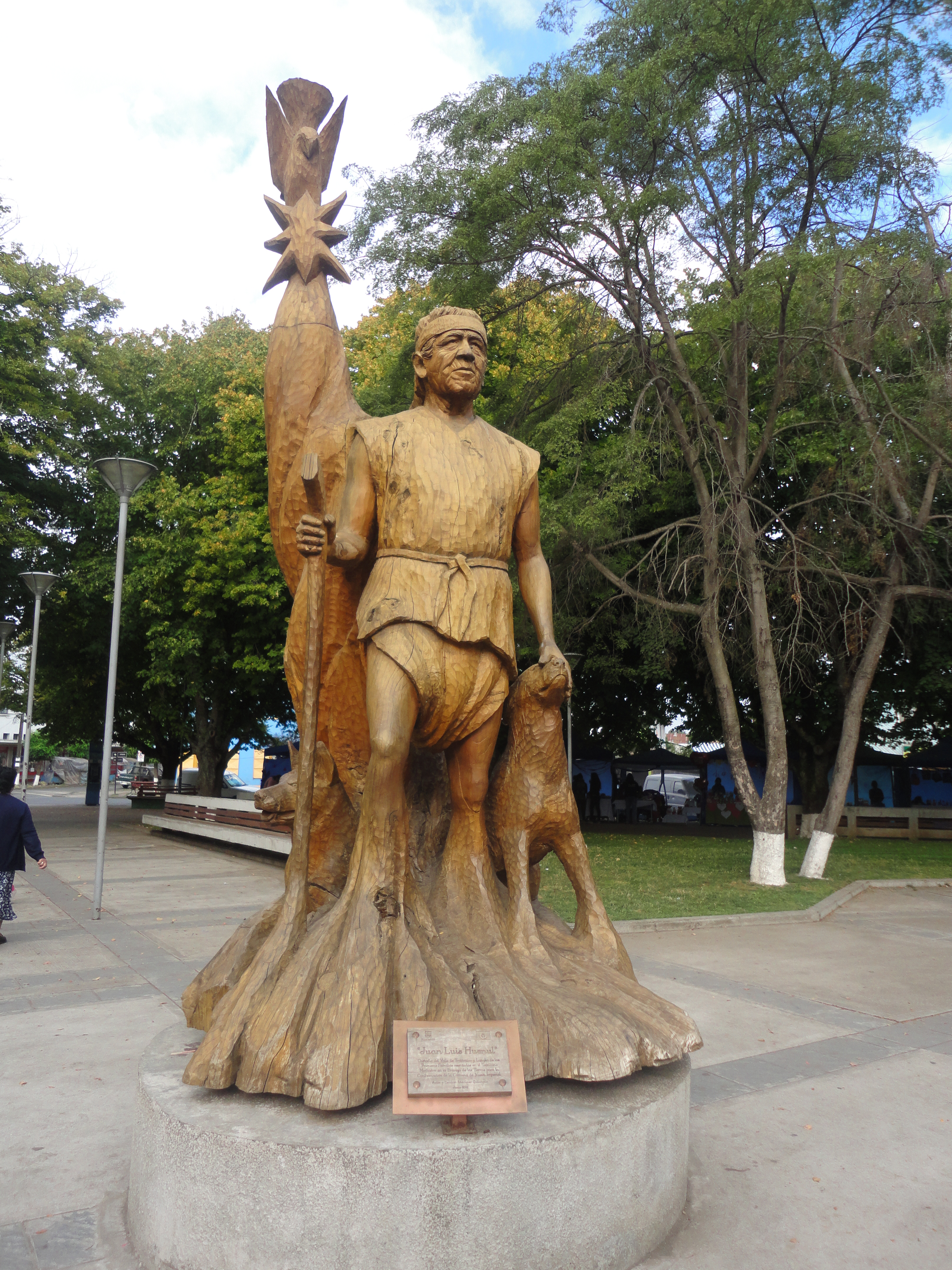
Escultura del longko Juan Luis Huenul en la plaza de Nueva Imperial.

—Si hai pueblo, dijo, sus hijos se ponen tunantes i tomadores, i venden el resto del terreno a paisanos, así como ha sucedido en otras partes, i pierden por fin cuanto tienen, miéntras tanto que ahora viven tranquilos. 
El señor coronel contestó que no seria así: que el Gobierno había prohibido la venta de terrenos a paisanos; que solo el Fisco podría comprar terrenos, pero que aquél no compraba sino aquellos terrenos que no necesitaban para vivir, dejándoles lo suficiente para sus menesteres. Un pueblo les traía muchas ventajas. los huevos se vendían a cuarenta centavos la docena, la gallina setenta i cinco centavos, el cordero a dos pesos i la oveja en cinco pesos. 
El señor ministro entró por el partido equitativo i ofreció pago por una extensión de 200 hectáreas; el indio pidió 400 pesos.
El señor coronel expuso al indio que este seria un precio muy subido i que el gobierno había comprado los extensos terrenos al norte del Malleco a razón de veinte centavos la hectárea. El indio insistió en su pedido i no quiso bajar. El señor ministro ofreció 200 pesos. El cacique Huenul no bajaba ni un cuartillo. El señor coronel le intimó que había estado complicado en el último malon, que él siempre lo había tratado como su amigo, i si no lo fuera, le habría quitado cuanto tenia. Por fin, convino el indio, o lo aparentaba por lo menos. En seguida, se recorrió el terreno, no sin mostrar el indio ciertos recelos. Al despedirse le dio el señor ministro 20 pesos mas».
Tomás Guevara. Historia de la civilización de la Araucanía (1898).

El fuerte "Nueva Imperial", fue fundado el 26 de febrero de 1882 por el coronel Gregorio Urrutia.
Al crearse el 12 de marzo de 1887 el nuevo Departamento de Imperial, la Nueva Imperial pasó a ser su cabecera. El desarrollo de la población en los alrededores del fuerte fue lento. Una vez concluidos los conflictos de la ocupación, contingentes de colonos europeos, principalmente alemanes, británicos y suizos, se dedicaron al desarrollo urbano y agropecuario comunal, donde también fundaron escuelas religiosas metodistas, tanto para los hijos de los inmigrantes, como para los niños de origen mapuche, criollo y mestizo, bajo proyectos de completa integración social.

## Medio ambiente

### Geomorfología y componentes abióticos

Trazado simplificado de los ecosistemas y cuerpos de agua presentes en la comuna de Nueva Imperial.

La comuna de Nueva Imperial se encuentra emplazada en las unidades geomorfológicas de Cordillera de la costa y Llanos de sedimentación fluvial o aluvional; y presenta según la clasificación climática de Köppen clima mediterráneo de lluvia invernal (Csb) y clima mediterráneo de lluvia invernal e influencia costera (Csb (i)). Esta además se halla entre las cuencas hidrográficas de río Imperial y río Toltén. Además, la comuna posee diversos cuerpos de agua, entre los que se destacan el río Cautín, río Cholchol, río Damas, río Imperial y río Quepe.

### Componentes bióticos
Dentro del territorio de la comuna se pueden hallar los siguientes ecosistemas:
- Bosque caducifolio mediterráneo donde predominan Nothofagus obliqua y Persea lingue (en peligro crítico)
- Bosque caducifolio mediterráneo interior donde predominan Nothofagus obliqua y Cryptocarya alba (en peligro crítico)
- Bosque caducifolio templado costero donde predominan Nothofagus alpina y Persea lingue (en peligro)
- Bosque caducifolio templado donde predominan Nothofagus obliqua y Laurelia sempervirens (en peligro)
- Bosque mixto mediterráneo-templado costero donde predominan Nothofagus dombeyi y Nothofagus obliqua (en peligro crítico)

### Medidas de protección ambiental y conflictos socioambientales
Hasta 2022, la comuna de Nueva Imperial cuenta con un área territorial destinada a la protección ambiental.

## Demografía

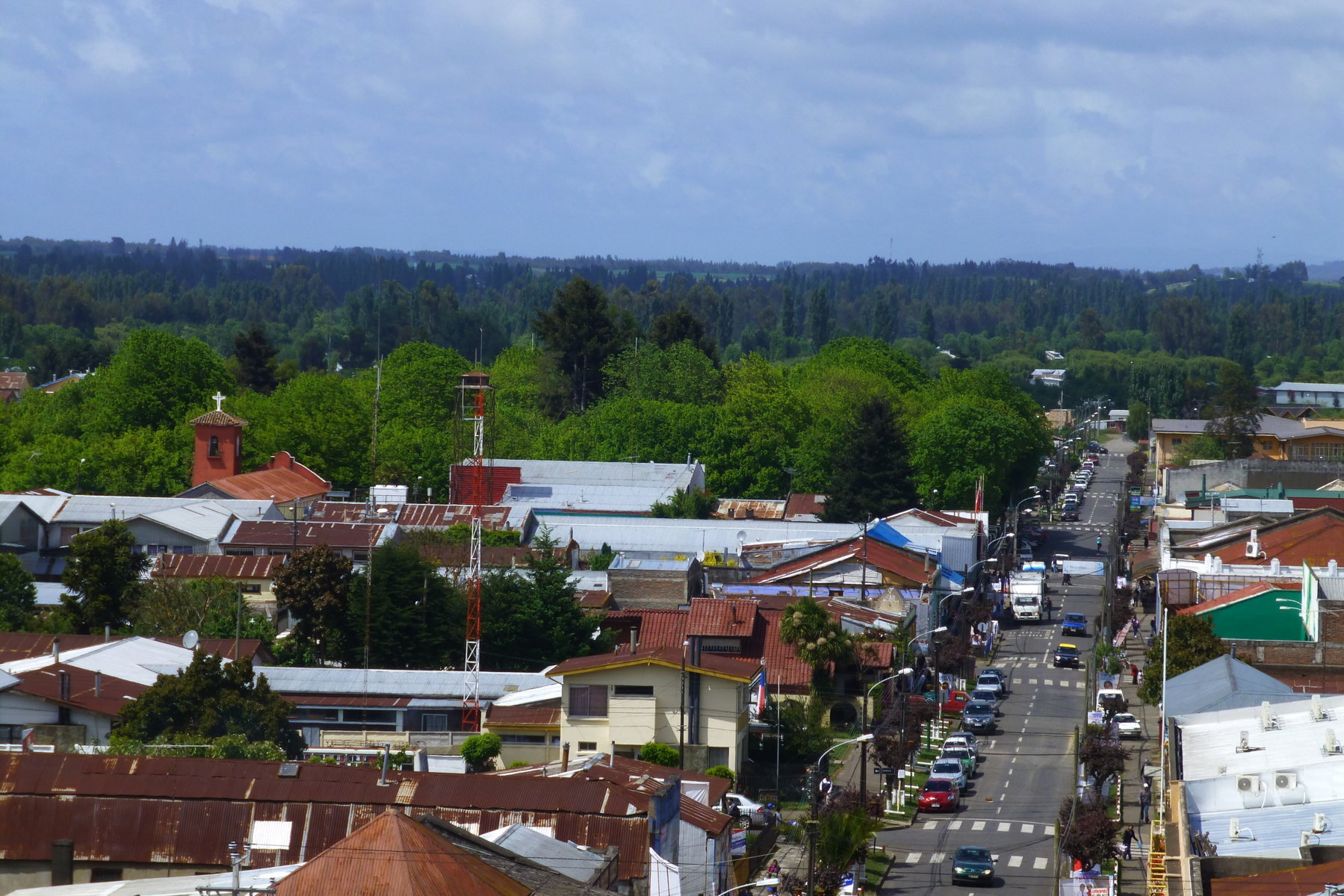
Vista de Nueva Imperial.

Nueva Imperial está formado por dos comunidades, que adecua de Imperial y un pueblo llamado Villa Almagro, en honor a Diego de Almagro, que se encuentra al otro lado del Río Cautín. En conjunto, las dos comunidades representan una población de alrededor de 40.000 personas.
Nueva Imperial también está dividida por una gran colina. La sección de la ciudad que se encuentra en la base del cerro se llama El Bajo y El Alto. Desde la cima de la colina, se puede ver los volcanes Villarrica, Llaima, Lonquimay y así como el campo circundante.

## Administración

### Municipalidad
La Ilustre Municipalidad de Nueva Imperial es dirigida por el periodo 2021-2028  por el alcalde César Sepúlveda Huerta (PDC), quien preside el Concejo municipal y es acompañado en este órgano colegiado por los concejales desde 2024 a 2028:
- Miguel Andres Suárez Molina (IND-RN).
- Juan Orlando Constanzo Matamala (IND-PL).
- Daniel Lincovil Huencho (PPD).[19]
- Manuel Hernan Contreras Muñoz (Republicano).
- Luis Ivan Beltran Neculman (IND-UDI).
- Jose Antonio Catril Pichulman (IND-PR).

Costa Araucanía

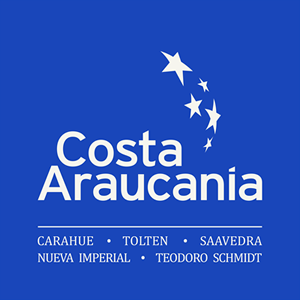
logotipo de asociacion de municipios costa araucania

Desde el 27 de noviembre de 2014, las comunas de Carahue, Saavedra, Nueva Imperial, Teodoro Schmidt y Toltén, formaron la Asociación de Municipios Costa Araucanía (AMCA) con el propósito de trabajar mancomunadamente, aumentar la inversión pública y privada y promover una identidad a territorial común. La sede Amca se ubica en Villagrán N.º 212, Carahue.
Con fecha 19 de octubre de 2016 la Asociación logró que se decretara el territorio de Costa Araucanía como Zona de Rezago mediante decreto supremo.
La directiva de AMCA está conformada actualmente por Alejandro Sáez Veliz: presidente, César Sepulveda Huerta: vicepresidente, Baldomero Santos Vidal: secretario, Juan de Dios Paillafil Calfulen: tesorero y Guillermo Martínez Soto: director.
Su secretario ejecutivo es el abogado, Ricardo Herrera Floody.

### Representación parlamentaria
Nueva Imperial integra junto a las comunas de Carahue, Saavedra, Cholchol, Teodoro Schmidt, Freire y Pitrufquén el distrito electoral N.º 23 y pertenece a 11.ª circunscripción senatorial (Araucanía).
Es representada en la Cámara de Diputados del Congreso Nacional por los diputados René Saffirio (Ind), Andrés Molina (Evópoli), Sebastián Álvarez (Evópoli), René Manuel García (RN), Miguel Mellado (RN), Ricardo Celis (PPD) y Fernando Meza (Ind). A su vez, es representada en el Senado por los senadores Felipe Kast (Evopolí), Carmen Gloria (Ind.), José García (RN), Francisco Huenchumilla (DC) y Jaime Quintana (PPD).

## Economía
En 2018, la cantidad de empresas registradas en Nueva Imperial fue de 416. El Índice de Complejidad Económica (ECI) en el mismo año fue de -0,12, mientras que las actividades económicas con mayor índice de Ventaja Comparativa Revelada (RCA) fueron Construcción de Embarcaciones de Recreo y Deporte (698,75), Recogida y Eliminación de Desechos (81,78) y Mayoristas de Vinos y Bebidas Alcohólicas y de Fantasía (53,87).

## Servicios públicos
En lo que respecta a orden público y seguridad ciudadana, la 4.ª Comisaría Nueva Imperial es una unidad policial de Carabineros de Chile, dependiente de la Prefectura Cautín N.º 22 de la Zona Araucanía.
En salud pública, el Hospital Intercultural de Nueva Imperial es un centro de salud de mediana complejidad que atiende a pacientes de la comuna como también las derivaciones de comunas aledañas desde establecimientos de menor complejidad. Para las interconsultas que requieren mayor complejidad, los pacientes son trasladados al Hospital Regional de Temuco.
El Cuerpo de Bomberos de Nueva Imperial fue fundado el 14 de junio de 1909 y cuenta con tres compañías.
La biblioteca municipal N.º 112 Diego Portales de Nueva Imperial es una biblioteca pública administrada por la Ilustre Municipalidad de Nueva Imperial y cuenta con la sede comunal de Biblioredes.

## Cultura

### Cultura Mapuche

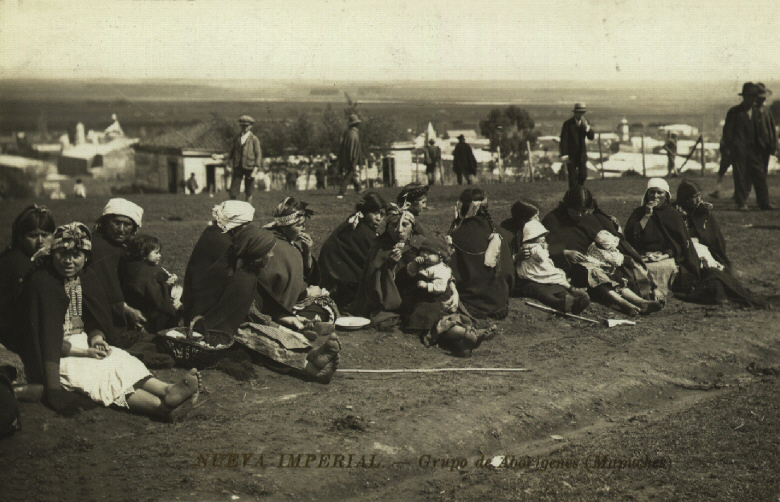
Mujeres mapuches en Nueva Imperial ca. 1900.

La comuna posee una de las mayores concentraciones mapuche de la zona. Por tanto, Nueva Imperial es una buena alternativa para los turistas que deseen conocer la cultura mapuche: lengua, formas de vida, artesanía, comidas. Visita que les permitirá conocer las ancestrales costumbres de este pueblo.
La zona ofrece variada oferta gastronómica, servicios públicos y comercio local establecido, pues Imperial se ubica sólo a 35 kilómetros al oeste de Temuco. Se comunica con la capital regional a través de una ruta asfaltada, que a su vez la une con la zona costera.
La comuna posee dos centros urbanos: Imperial y Villa Almagro, los cuales se caracterizan por su incesante devenir rural-urbano, al constituirse en lugares de encuentro para el comercio, pues el alto porcentaje de población rural se desplaza continuamente a las ciudades en busca de servicios.

### Festividades

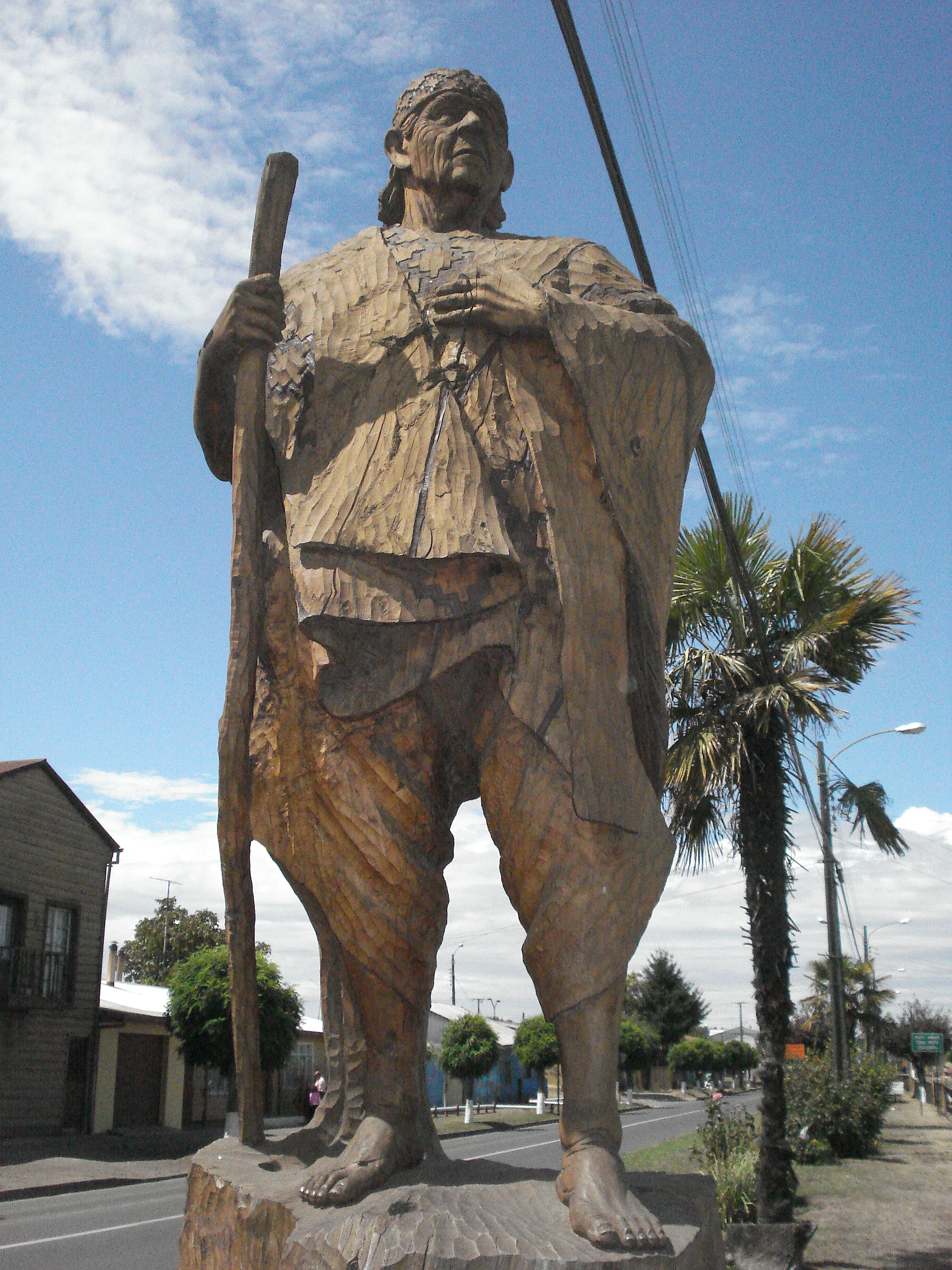
Estatua del lonco Lemunao.

- La última semana de febrero se realiza la Semana Imperialina, oportunidad en que se desarrollan variadas actividades como la tradicional noche imperialina, oportunidad en que las embarcaciones desfilan por el río,.
- El pueblo mapuche celebra el año nuevo mapuche el 24 de junio, llamado Wetripantu, que tradicionalmente implica un nuevo ciclo, se renueva la naturaleza, vienen las lluvias a fortalecer la ñuke mapu (madre tierra), para los seres humanos, plantas y animales.
- La versión Mapuche, del we xipantu ( la nueva llegada del Sol, O la Nueva Salida del Sol):

El We Xipantu es la ceremonia tradicional con la que el pueblo mapuche renueva y reafirma la fe en la naturaleza, impregnándose del cambio que se produce en la medianoche del día 23 de junio con la llegada del Año Nuevo.
De acuerdo a la cosmovisión Mapuche, el We Xipantu corresponde al fin de la etapa de Rimungen (otoño) o tiempo de la caída de las hojas de los árboles, el cual marca el inicio de las temporadas o estaciones que dividen el año. Es el inicio de la re- conexión entre la materia y el espíritu, además de la reafirmación de la relación armónica entre hombre y naturaleza o Ñuke Mapu (madre tierra), manteniendo así el balance que permite el desarrollo y bienestar de todos los seres vivientes del Wallmapu (territorio mapuche).
A partir de la salida del sol, con sonidos de kultrun, trutrucas, pifilkas y cadcawillas, ruegos de la machi, bailes de purrun y choike purrun, juegos de palín, mudai, tortillas y chicharrones comienzan los festejos del We Xipantu.
- Otra importante fecha es 18 de septiembre, que es el día de la primera Junta de Gobierno de Chile (llamado "Fiestas Patrias").

### Literatura
El poeta Juvencio Valle, que ganó el premio nacional chileno de literatura, nació en Villa Almagro, y su casa aún está allí. La Araucanía es también una fuente de inspiración de Pablo Neruda, que fue planteada en la región.

## Lugares de interés

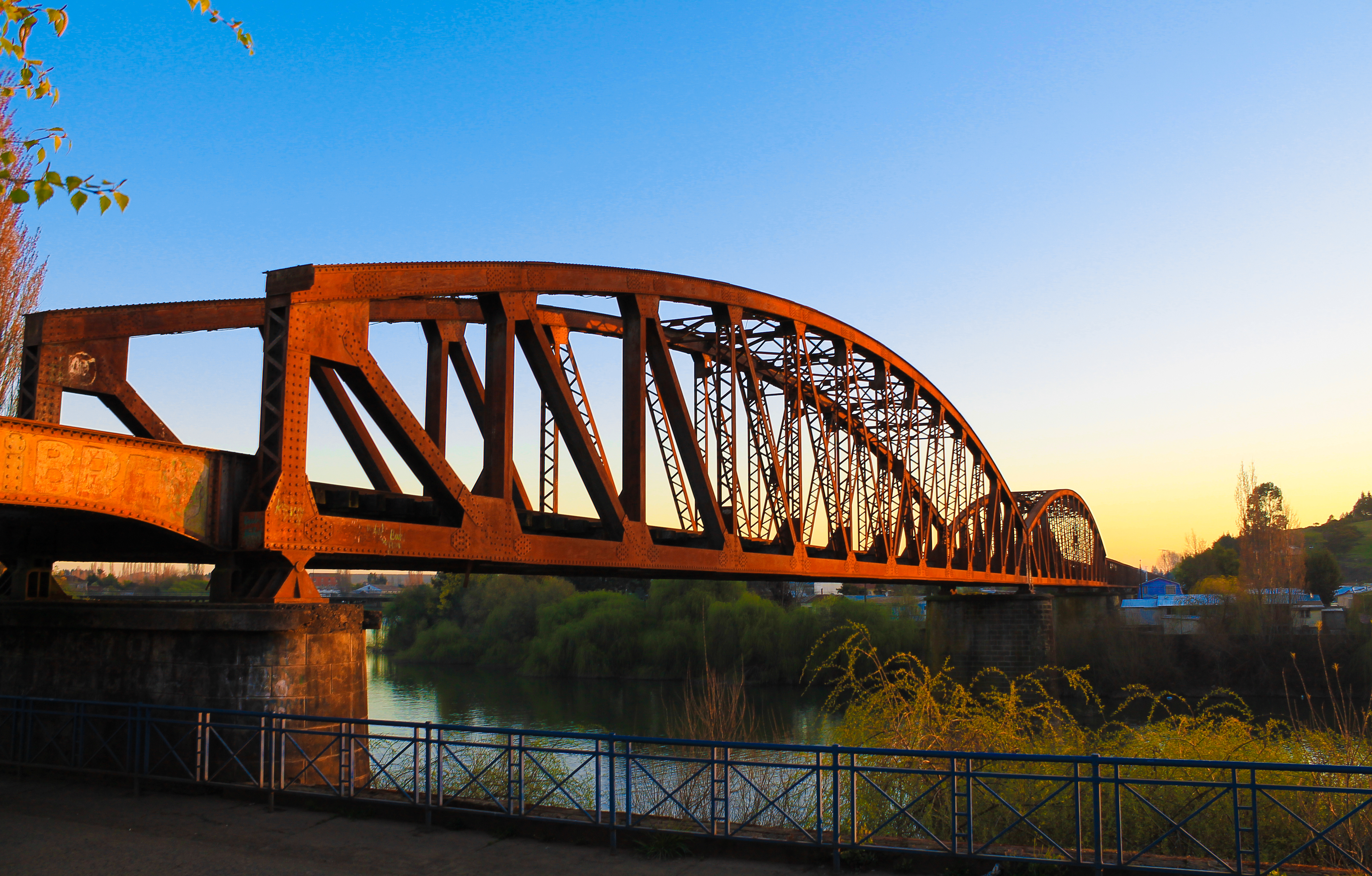
Puente de ferrocarril en Nueva Imperial.

Una de las características más notables de la ciudad es su puente ferroviario, en desuso, pero preservado por su patrimonio cultural. Fue diseñado por los arquitectos Schneider-Creusot y construido en Francia y armado en el lugar donde se encuentra en estos momentos, fue inaugurado en 1909.
Los recursos naturales más importantes están constituidos por El Río Imperial y Chol-Chol, que atraviesan la comuna dando lugar a numerosos balnearios. Ambos son navegables por embarcaciones menores, permitiendo practicar la pesca de trucha y otras especies.
En el radio urbano de Nueva Imperial destaca el Cendyr Náutico, lugar donde practican los deportistas del canotaje y Kayak de la comuna.
También se puede mencionar la playa Los Cisnes, que en temporada estival se repleta de habitantes de la localidad y visitantes que disfrutan de las tranquilas aguas del Río Cholchol.
Por otra parte, en el sector Boroa, a 13 kilómetros de Nueva Imperial, existen vestigios de un fuerte español de la época de la conquista, siendo aún un lugar posible de explorar por los visitantes.
En Villa Almagro se encontraba la casa del premio Nacional de Literatura Juvencio Valle, habitación que estuvo en más grande abandono de parte de las autoridades. Esta casa fue destruida por particulares, los cuales adquirieron el sitio para construir en ese lugar un Supermercado.
La ciudad fue conocida popularmente como ciudad acuarela por el colorido de sus casas.

## Medios de comunicación

### Radioemisoras

#### FM
- 92.5 MHz Radio Popular (enlace roto disponible en Internet Archive; véase el historial, la primera versión y la última).
- 94.9 MHz Radio Mirador
- 99.9 MHz Radio Imperio
- 103.5 MHz El Conquistador FM
- 105.3 MHz Radio Cadena Sur
- 107.3 MHz Radio Nuevo Tiempo
- 107.9 MHz Radio Éxtasis

## Deportes

### Fútbol
- Dante Fútbol Club.
- Club Deportivo Imperial Unido